# Francisco Codera Zaidín
Francisco Codera Zaidín (Fonz, 23 giugno 1836 – Fonz, 1917) è stato un arabista e storico spagnolo.

## Biografia
Professore cattedratico universitario di greco, ebraico e arabo rispettivamente a Granada, Saragozza e a Madrid, nella Università di Madrid (Universidad Central), in cui lavorò essenzialmente come docente e ricercatore di arabistica, era il principale allievo di Pascual Gayangos, al quale succedette sulla cattedra di Arabo nella Universidad Central. Fu accademico della Real Academia de la Historia, fece anche parte della Real Academia Española dal 1910.

## Opere
Rigorosamente positivista, i suoi lavori di concentrarono generalmente sulle fonti storiografiche arabe (Estudios de historia arábigo-española, Decadencia y Desaparición de los Almorávides en España, 1899). Fra le sue opere si evidenziano in particolare il suo Tratado de numismática arabigoespañola (1879), i suoi Estudios criticos de Historia árabe española (1917, 2 voll.) e, soprattutto, la sua monumentale Biblioteca arabigohispana (1882-1895, 10 voll.).
Contribuì inoltre alla conoscenza della fonetica aragonese e dette grande impulso agli studi arabistici in Spagna.
Alla fine della sua carriera si dedicò ai suoi studi eruditi e alla redazione di trattati sull'agricoltura.
Tra i suoi discepoli figurano Julián Ribera e Miguel Asín Palacios. Il suo archivio è conservato della Biblioteca dell'Universidad Nacional de Educación a Distancia (UNED).